# Thereva tricolor
Thereva tricolor är en tvåvingeart som först beskrevs av Walker 1848.  Thereva tricolor ingår i släktet Thereva och familjen stilettflugor. Inga underarter finns listade i Catalogue of Life.